# Sanktuarium Wniebowzięcia Najświętszej Maryi Panny i św. Barbary w Starych Skoszewach
Sanktuarium Wniebowzięcia Najświętszej Maryi Panny i św. Barbary – rzymskokatolicki kościół parafialny i sanktuarium maryjne należące do dekanatu brzezińskiego archidiecezji łódzkiej.
Jest to świątynia wybudowana w latach 1934–1936 w stylu neobarokowym. Budowlę konsekrował w czerwcu 1936 roku sufragan łódzki, biskup Kazimierz Tomczak.
Do wyposażenia kościoła należą 3 ołtarze: główny mieszczący obraz Matki Bożej Skoszewskiej, koronowany w 1996 roku, oraz ołtarze w dwóch kaplicach bocznych: Serca Jezusowego (odnowiony w 1995 roku) i Niepokalanego Poczęcia Matki Bożej mieszczący obraz św. Józefa z 1938 roku (odnowiony w 1995 roku). Ponadto świątynia posiada: organy pneumatyczne firmy "Valckx & van Kouteren" sprowadzone w 2021, stacje Drogi Krzyżowej namalowane w drugiej połowie XX wieku; obraz św. Franciszka z Asyżu namalowany w pierwszej połowie XIX wieku; figurkę drewnianą Chrystusa Króla, wykonaną w drugiej połowie XVII wieku (odnowioną w 1998 roku), 6 witraży wykonanych w latach 1995–1998 i dzwon
.